# 第一次盖奥克泰佩战役
第一次盖奥克泰佩战役是1879年俄罗斯入侵中亚地区期间侵略阿哈尔泰克部土库曼人的主要战役。俄军将领洛马金向盖奥克泰佩堡垒长途行军，攻击指挥不当，被迫撤退，土库曼泰克人获胜。次年，俄军将领斯科别列夫在第二次盖奥克泰佩战役中获胜，征服了阿哈尔泰克部土库曼人。

## 地理历史背景
19世纪，俄罗斯帝国在中亚进行多次军事扩张，于1868年征服布哈拉汗国，又于1873年征服希瓦汗国，但沙漠里的土库曼游牧民族仍保持独立。他们活动范围西接里海，东接阿克萨斯河，南方和波斯边界不明；其中心的克佩特山脉延伸西北，几乎到克拉斯诺沃茨克湾；北侧溪流顺山流下形成阿哈尔绿洲，宽泛讲，范围从克孜勒阿尔瓦特一直越过阿什哈巴德，居于此的泰克部是少数务农的土库曼部族。征服希瓦汗国前后，俄国派探险队去土库曼勘测绘制地区地图，并寻找行军必需的水洼。

## 准备
一开始，拉扎列夫中将指挥俄军，集结了18,000人和6,000头骆驼在奇基什利亚尔（Chikishlyar）。他计划沿阿特列克河（Atrek）和苏姆巴尔河（Sumbar）穿过沙漠向东北进军，在科嘉凯勒（Khoja Kale）山谷建立大型补给基地，然后越过克佩特山脈征服阿哈爾地区，视情况进军梅尔夫。要行军344公里到山口，再沿绿洲东南向行军117公里至盖奥克泰佩。
对于俄军，环境创造了许多不利因素。奇基什利亚尔（Chikishlyar）是海滩而非港口，补给上岸很慢，有损士兵健康。此时季节也不适合沙漠行军，大量军队很难找到足够的水和饲料。

## 战斗经过
6月18日至8月11日，俄军分组出发。将近7月底，拉扎列夫中将患病，他坚持随军行进，于八月下旬在查特（Chat）去世，洛马金接替他指挥。洛马金选择放弃建立拉扎列夫所计划的补给基地，带3,800人继续推进他。9月4日，俄军携带两周补给越过巴米（Bamy）附近山区，穿过遗弃村落向东南行进。
9月8日，俄军距离盖奥克泰佩要塞13英里。9月9日晨，俄军包围并炮火轰击盖奥克泰佩要塞，要塞中共15,000守军和5,000妇孺挤在一起。俄军轰击造成大量伤亡，因其使用的是爆炸弹而非一般炮弹。围攻的惯例是让包围线的一侧敞开，允许妇女儿童离开，守军溃逃时会被骑兵砍倒，但洛马金拒绝放离妇女儿童，使泰克人不得不死战。
下午3点，俄军主力加入洛马金所率先遣部队的战斗。下午4点，泰克人派出谈判代表，一大群妇女儿童试图越过俄军防线，最终妇孺和来使都被赶回。下午5点，洛马金下令攻坚，此时他只有1,400名步兵且没有梯子。他没有集中单点突破，而是分散排开士兵成一条细线，导致到达要塞墙下前军阵就被截断，少数俄军穿过了第一堵护墙却被第二堵拦住。
不久，俄军攻坚部队撤退，泰克人穷追不舍，只有炮轰能放慢其追击。夜幕降临时，俄军撤后建立防御阵地。夜间，幸存的泰克人决定投降，但第一批使者被俄军炮火击退。黎明时分，第二组使者到达俄军营地，却发现俄军已完全撤退。三天后，俄军才了解到泰克人的投降意图。
此时俄军已没有足够的子弹进行一场大战，洛马金尽快原路撤退。泰克人骑兵紧随其恐吓俄军，但追击并无成果。9月19日，俄军再次到达克佩特山脈以南。9月29日，原计划接替拉扎列夫的捷尔古卡索夫中将抵达查特（Chat）接替洛马金，方才得知这场灾难。除去前哨外，俄军到10月底全部回到奇基什利亚尔（Chikishlyar），大部分部队到年底都已撤回里海以西。

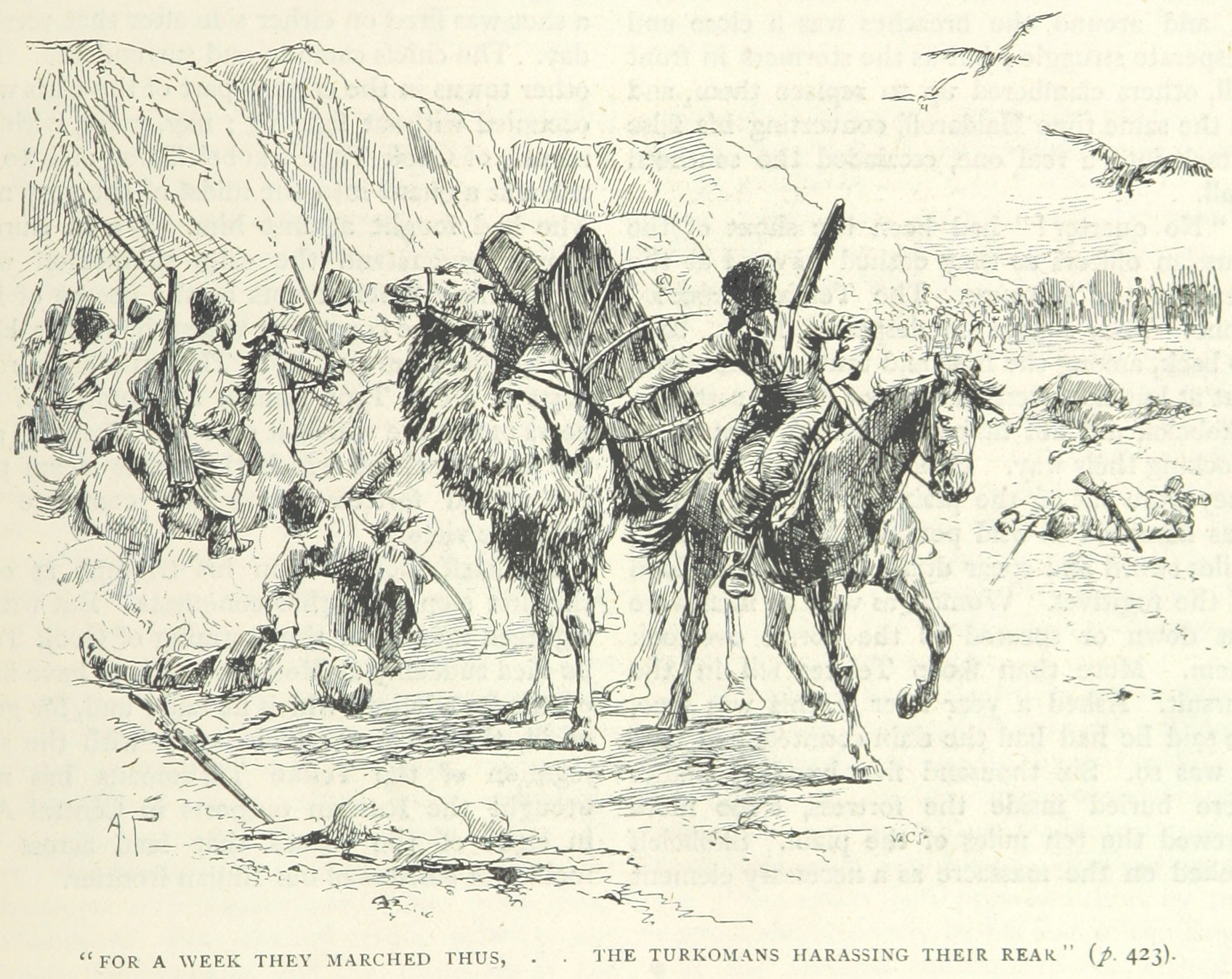
土库曼人追击撤退俄军

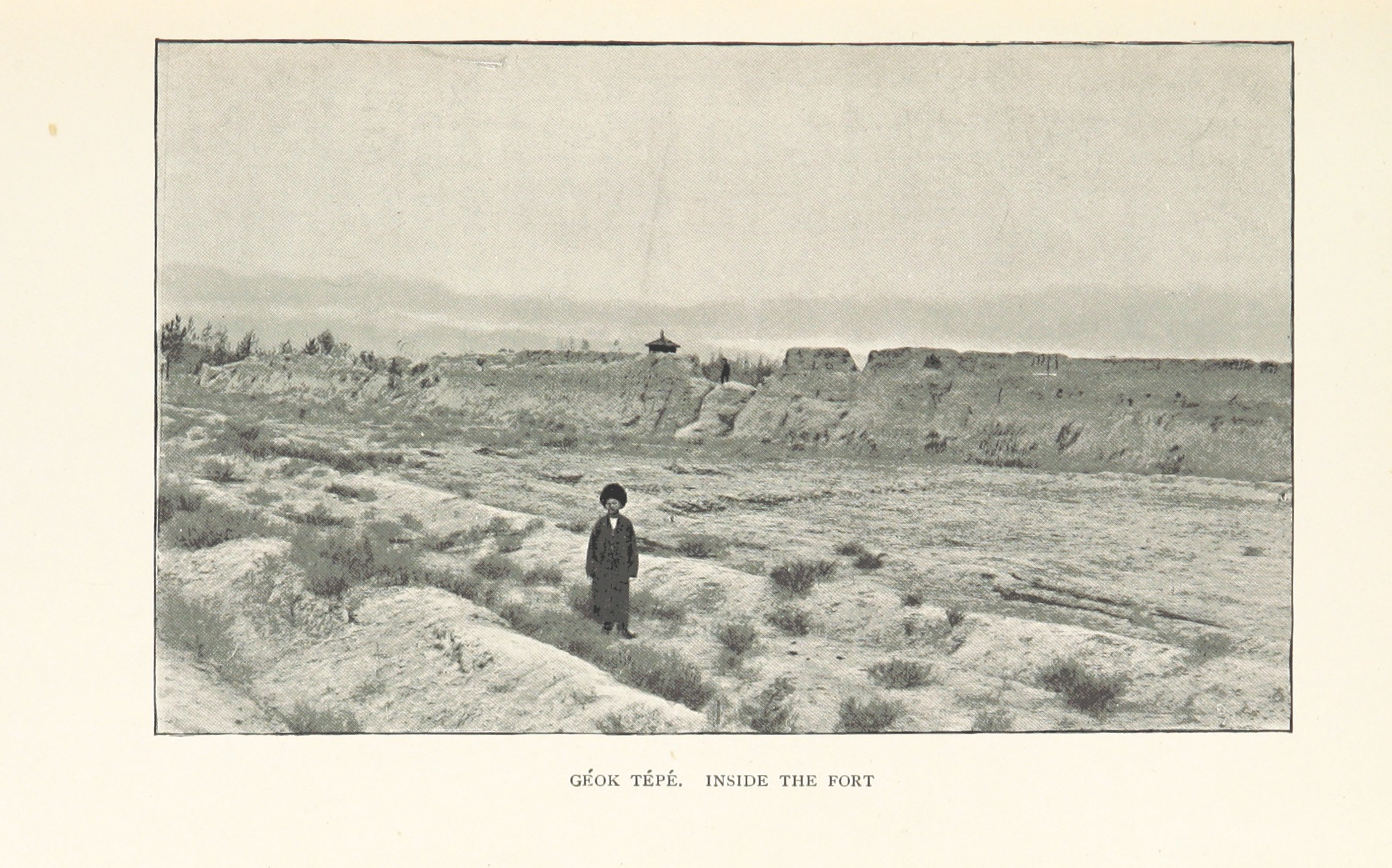
泰克人堡垒废墟

## 战损统计
俄军损失445人，占进攻步兵约三分之一。而泰克人约有2,000人死亡和2,000人受伤，损失掉几乎所有骆驼。
洛马金受到指责不仅因其指挥无能，更因为敌军在面对规模和组织都更胜一筹的部队时，极有可能投降或逃跑，洛马金制造了不必要的屠杀。有人指责他宁愿血腥的胜利，也不愿稳健指挥保证胜利，但因为缺乏补给他事实上不得不迅速采取行动。他也被指责行动太快，因为他知道拉扎列夫的继任者将很快代替他指挥。他放弃建立拉扎列夫所计划的补给基地的选择也限制了军队行动自由。
屠杀般的损失也是泰克人的失误，也许因为他们不了解爆炸弹的威力，才做出了将大量人员部署在一起的选择。此外，人员分散更容易被分而化之，西部泰克人的惨败可能会使东部泰克人士气更低落，如果他们逃脱俄军加入东部的同胞，泰克人的抵抗能力会更强。

## 延伸阅读
- 俄罗斯突厥斯坦
- 俄罗斯征服突厥斯坦
- 战场鸟瞰图和纪念清真寺